# Enrico Bertarelli
Enrico Bertarelli (Susa, 1º marzo 1906 – Alto Adriatico, 30 gennaio 1942) è stato un ufficiale sommergibilista italiano della Regia Marina.
È ricordato per il suo comando dei regi sommergibili Perla, Narvalo, Goffredo Mameli, Giovanni Da Procida, Maggiore Baracca e Medusa, a bordo del quale morì con il grado di capitano di corvetta.

## Biografia
Nacque a Susa, in provincia di Torino, il 1º marzo 1906, figlio di Giovanni e di Ernestina Solari.
Frequentò la Regia Accademia Navale di Livorno, uscendone guardiamarina in spe il 23 giugno 1927. Promosso sottotenente di vascello il 1º gennaio 1929, dopo una breve esperienza sul sommergibile Tito Speri nel 1930, ebbe il normale imbarco su navi di superficie, quale la corazzata Andrea Doria nel 1932 e l'esploratore (poi cacciatorpediniere) Antonio Pigafetta nel 1934-35, sul quale ebbe la responsabilità del servizio T (torpedini) di tutta la 1ª flottiglia cacciatorpediniere. Quindi passò definitivamente alle unità subacquee, divenendo, nel 1935, da tenente di vascello (anzianità 3 settembre 1932), ufficiale di rotta del sommergibile Ruggiero Settimo (al comando del capitano di corvetta Ugo Siviero) dislocato in Mar Rosso durante la guerra Italo - Etiopica.
Dal 12 aprile 1937, assunse il comando del sommergibile Perla, nuova unità costiera, partecipando al blocco navale durante la guerra di Spagna e successivamente nel gennaio 1938, insieme al gemello Gemma (Capitano di corvetta Gioacchino Polizzi, capo sezione), si recò a Massaua, per sperimentare le condizioni dei battelli costieri in operatività nei mari tropicali durante la stagione dei monsoni: le risultanze furono molto scoraggianti. Passato, sempre a Massaua,  al comando del Narvalo il 1º settembre 1938, Bertarelli rientrò in Italia nel dicembre seguente.
Dal 5 febbraio 1939 Bertarelli comandò il sommergibile Goffredo Mameli.
Nell'aprile 1939 Bertarelli assunse il comando del sommergibile Giovanni Da Procida, partecipando dal 6 al 19 di aprile, alle operazioni connesse all'occupazione dell'Albania e, dal 3 gennaio 1940, fu capo servizio T presso la scuola comando di Augusta dove il suo battello era dislocato.

## Seconda Guerra Mondiale
Con la promozione a capitano di corvetta nel 1940, assunse il comando del nuovo sommergibile Maggiore Baracca sin dalla consegna, avvenuta al Muggiano il 10 luglio 1940, a guerra già iniziata da un mese. Suo ufficiale in seconda era il tenente di vascello Giuliano Prini, che fu anche lui decorato con medaglia d'oro alla memoria nel settembre 1941. Si trasferisce col battello nella base atlantica di Bordeaux (Betasom) sin dall'estate 1940, partendo da Spezia il 31 agosto. Durante la traversata affonda in Atlantico il 1º ottobre il piroscafo greco Aghitos Nicolaus (3687 t), al servizio degli inglesi. Entra poi a Bordeaux il 6 ottobre.
In una successiva missione a ovest della Scozia, iniziata il 24 ottobre, affonda il piroscafo inglese Lilian Moller (4866 t). Nel corso del successivo inverno il battello eseguirà un turno di lavori per poi effettuare altre tre missioni infruttuose sino al 10 agosto 1941, quando verrà rimpatriato per malattia e sostituito nel comando del Baracca con il tenente di vascello Giorgio Viani.
Bertarelli, in realtà sostituì il capitano di corvetta Enzo Grossi, che aveva chiesto insistentemente il trasferimento in Atlantico e, rientrato in Italia a fine agosto, venne assegnato quale istruttore alle scuole sommergibilisti di Pola e contemporaneamente fu al comando del sommergibile Medusa (già al comando di Grossi) che fu impiegato, quale unità di addestramento, per i giovani specialisti.
Bertarelli morrà pochi mesi dopo, per affogamento il 30 gennaio 1942, alle ore 14,10, mentre effettuava col suo battello attività addestrativa con 27 allievi a bordo, venne silurato e affondato dal sommergibile britannico Thorn (capitano di corvetta Norfolk) presso Capo di Promontore (Istria). Sul Medusa morranno tutti i 60 uomini che si trovavano sul battello, tranne due (il ten. vasc. Gaetano Arezzo della Targia e il guardiamarina Giambattista Firpo). Trovandosi lo scafo affondato in bassi fondali, verrà tentato, purtroppo invano, il salvataggio degli uomini ancora in vita che si trovavano incastrati all'interno e dei quali si udivano distintamente le invocazioni di aiuto.